# Sân bay Yacuíba
Sân bay Yacuíba (IATA: BYC, ICAO: SLYA) là một sân bay tọa lạc ở Yacuíba, Bolivia.
Sân bay này có một đường cất hạ cánh dài 2100 mét, bề mặt rải nhựa đường.

## Các hãng hàng không và tuyến bay
- TAM - Transporte Aéreo Militar (Tarija, Sucre, Cochabamba)